# Capture de la corvette Tornado
Guerre hispano-sud-américaine (1865-1866)
Batailles
m
- Tomé
- Papudo
- Chiloé (1re)
- Abtao
- Chiloé (2e)
- Paquete del Maule
- Valparaíso
- Callao
- Tornado

La capture de la corvette Tornado, ou action du 22 août 1866  était une opération navale espagnole en fin de la seconde expédition de Chiloé pendant la guerre hispano-sud-américaine. La frégate à hélices Gerona a capturé la corvette à hélices chilienne Pampero (qui deviendra Tornado sous pavillon espagnol) près le l'île de Madère qui, camouflée en navire marchand battant pavillon anglais, se dirigeait vers le Chili pour rejoindre l'escadre de ce pays. Cette action a été l'acte finale de la guerre navale entre les forces espagnoles et chiliennes.

## Action navale
La corvette à vapeur chilienne a été capturée par la frégate espagnole Gerona, le 22 août 1866 au large de l'île de Madère. Le navire marchand était arrivé à Madère, le 21 août, sous le commandement de Juan MacPherson, un commandant anglais au service de la marine chilienne, pour faire des provisions de charbon de bois et de compléments alimentaires et pour recruter des marins pour son équipage. Bien que son intention était de rester jusqu'au 23 août, à 14 heures le 22 août, le marin de quart à bord du navire a alerté le capitaine de la présence d'un navire armé, la frégate espagnole Gerona. Le Gerona avait été envoyé de Cadix sous le commandement du capitaine Benito Ruiz spécifiquement pour le capturer, ainsi que son navire jumeau, le Cyclone. 
Le capitaine McPherson a décidé de laisser toutes ses fournitures sur le quai et a mis le navire en route 90 minutes après la première observation du Gerona. Dans sa hâte, le navire n'avait pas été inspecté par les autorités portugaises de Madère ni obtenu l'autorisation de quitter le port. Deux charges à blanc ont été tirées du Gerona pour signaler que celui-ci devrait s'arrêter, mais il a continué à quitter le port. Le Gerona a commencé la chasse
et, à 22h30, a tiré un coup de feu à blanc. Le navire a continué à ignorer l'intention et Gerona a suivi avec trois tirs en direct et le vapeur chilien a arrêté ses moteurs et a baissé son pavillon.
Son équipage a été transféré sur Gerona et les deux navires ont navigué pour Cadix, arrivant le 26 août. Gerona est retourné à Madère à la recherche infructueuse du navire jumeau, le Cyclone.

## Conséquences
Le navire capturé est resté dans le port jusqu'à ce qu'il soit déterminé s'il avait été capturé conformément à la loi. Par arrêté du 7 septembre de la même année, le navire est autorisé à servir dans la marine. Ainsi, entre le 25 novembre et le 19 décembre, des travaux ont été menés à l'Arsenal de la Carraca à cet effet et a ensuite été mis au service espagnol.